# Collada de Corroncui
La Collada de la Basseta és un coll a 1.519,3 m d'altitud del límit dels termes municipals de Tremp, del Pallars Jussà, dins de l'antic municipi ribagorçà d'Espluga de Serra, i del Pont de Suert, dins de l'antic terme de Viu de Llevata, de l'Alta Ribagorça. Així doncs, tot i que aquesta collada pertany geogràficament del tot a la comarca ribagorçana, administrativament separa el Pallars Jussà de l'Alta Ribagorça.
Està situada al sud-est de la Creu de Ferri, a l'extrem de llevant de la Serra de Sant Gervàs, a prop i al nord-oest de la Collada de la Basseta.